# Wąwóz Saldża

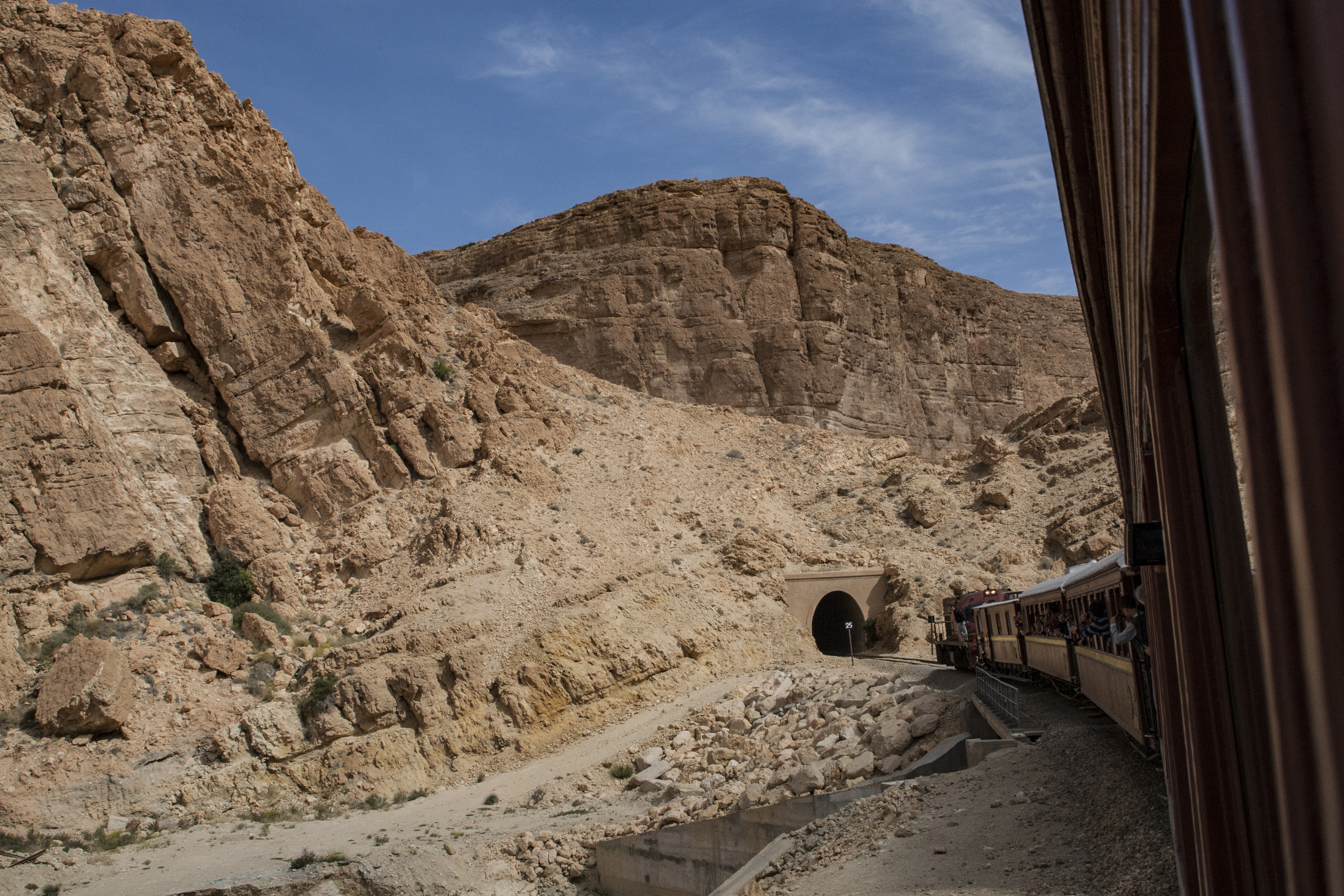
Pociąg turystyczny „Czerwona jaszczurka” w wąwozie Saldża

Wąwóz Saldża (fr. Gorges de Selja) – leży w południowej Tunezji w prowincji Kafsa. Łączy on dolinę Kafsy z płaskowyżem Ar-Rudajjif. W górach występują bogate złoża fosforytów.

## Linia kolejowa

Linia kolejowa w wąwozie została wybudowana na początku XX wieku w celu transportowania urobku z kopalni. Na swój czas była dużym wyzwaniem inżynieryjnym. Obecnie linią tą jeździ pociąg turystyczny „Czerwona Jaszczurka” (fr. Lézard rouge). Skład jego stanowią historyczne salonki z pociągu beja Tunisu z 1910. Pociąg wyrusza z Al-Matlawi, jedzie przez wąwóz i wraca. Podróż trwa około 40 minut z kilkoma postojami po drodze.
We wrześniu 2009 w rejonie wąwozu zaczęły padać obfite deszcze, które doprowadziły do kataklizmu rzadko spotykanego na terenach pustynnych – rozległej powodzi. Zalane zostały miasta Redeyef i Moulares. Spiętrzona woda szukała swojego ujścia w dolinie Selja. Cała infrastruktura linii została zmieciona z powierzchni ziemi – tory, wiadukty, nasypy. Wagony na bocznicy przy kopalni zostały powywracane. Linia została odbudowana i po roku ruch został przywrócony.